# Bludczanskoje
Bludczanskoje (ros. Блюдчанское) – wieś (sieło) w Rosji, w obwodzie nowosybirskim, w rejonie czanowskim. W 2010 liczyła 714 mieszkańców.